# Risodídeos
Risodídeos (Rhysodidae) são uma família de insectos coleóperos que possui cerca de 130 espécies, maioritariamente tropicais.
São coleópteros de corpo alongados, com um comprimento de 5–8 mm, e uma coloração de castanho avermelhada a preta. O tórax e os élitros são enrugados longitudinalmente. A cabeça também tem sulcos e é possui uma constrição posterior. As antenas possuem 11 segmentos e são de pequenas dimensões, fazendo lembrar um colar de pérolas. AS mandíbulas não possuem lados cortante e são portanto não-funcionais. Aspatasdianteiras são pequenas e robustas.
Os adultos e as larvas vivem no meio de madeira apodrecida, infestada por micetozoários, que se julga serem a sua dieta. Em vez de utilizar as suas mandíbulas para morder, usam o lado anterior do mentum e rodam a cabeça para cortar pedaços de alimento. Os adultos não cavam tocas, vivendo no meio de pedaços de madeira decomposta. As larvas vivem em pequenos túneis
Ocorrem em todos os continentes com áreas florestais. A maior diversidade ocorre na Nova Guiné, Indonésia, Filipinas e América do Sul.
A sua classificação é ainda controversa.

## Géneros
- Arrowina
- Clinidium
- Collyris
- Dhysores
- Grouvellina
- Kaveinga
- Kupeus
- Leoglymmius
- Medisores
- Neodhysores
- Omoglymmius
- Plesioglymmius
- Rhysodes
- Rhyzodiastes
- Shyrodes
- Sloanoglymmius
- Srimara
- Tangarona
- Xhosores
- Yamatosa